# 沈荡镇
沈荡镇是中华人民共和国浙江省嘉兴市海盐县下辖的一个镇。

## 行政区划
沈荡镇下辖以下村级行政区划单位：
沈荡镇社区、永庆村、聚金村、董司村、尤甪村、横泾村、中钱村、白洋村、新丰村、庄星村、五圣村和万胜村。